# Cardigan Strait
Cardigan Strait är ett sund i Kanada.   Det ligger i territoriet Nunavut, i den nordöstra delen av landet, 3 500 km norr om huvudstaden Ottawa.
Trakten runt Cardigan Strait är permanent täckt av is och snö. Trakten runt Cardigan Strait är nära nog obefolkad, med mindre än två invånare per kvadratkilometer.